# La Boisserie

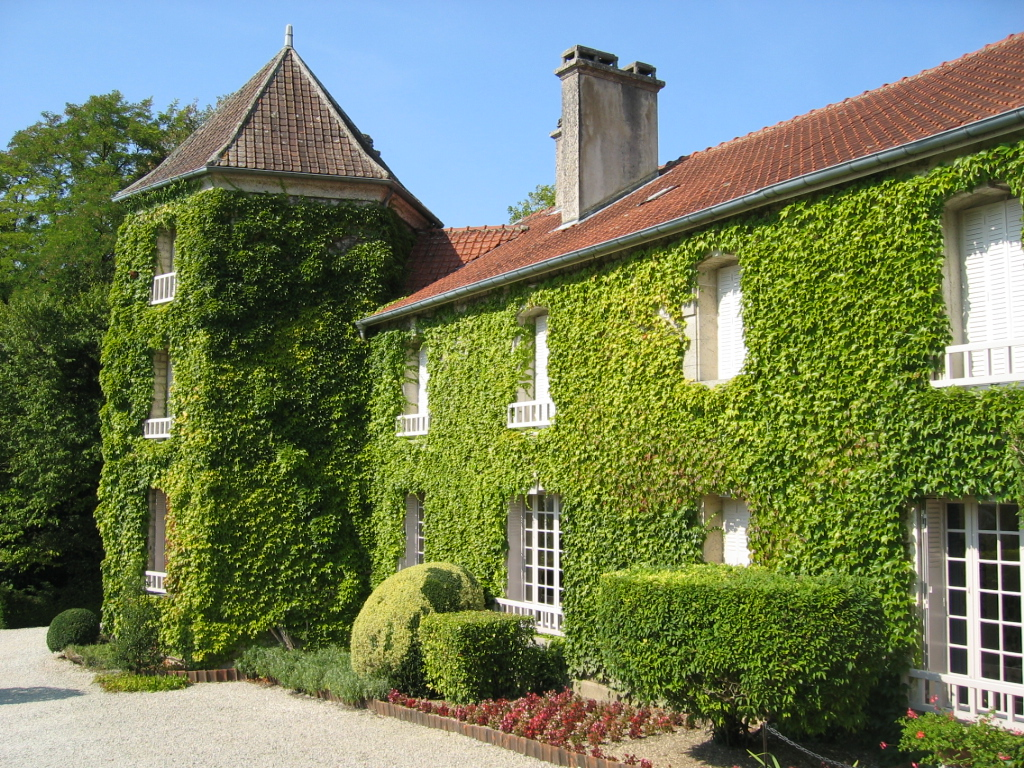
La Boisserie

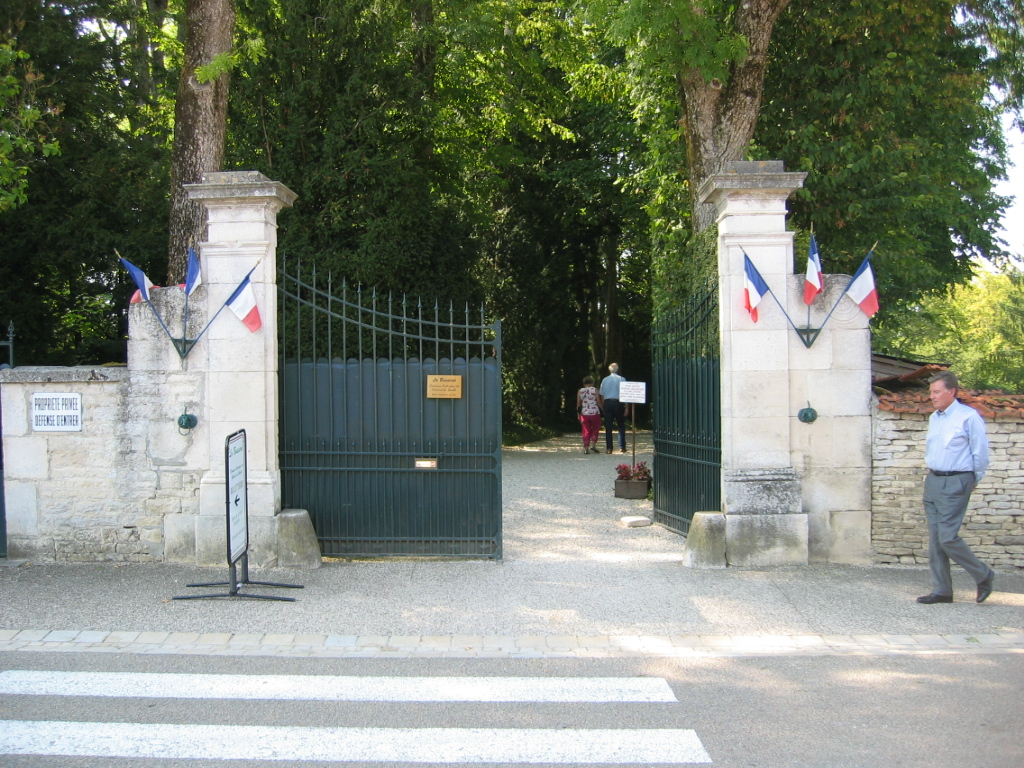
Wejście na teren posiadłości

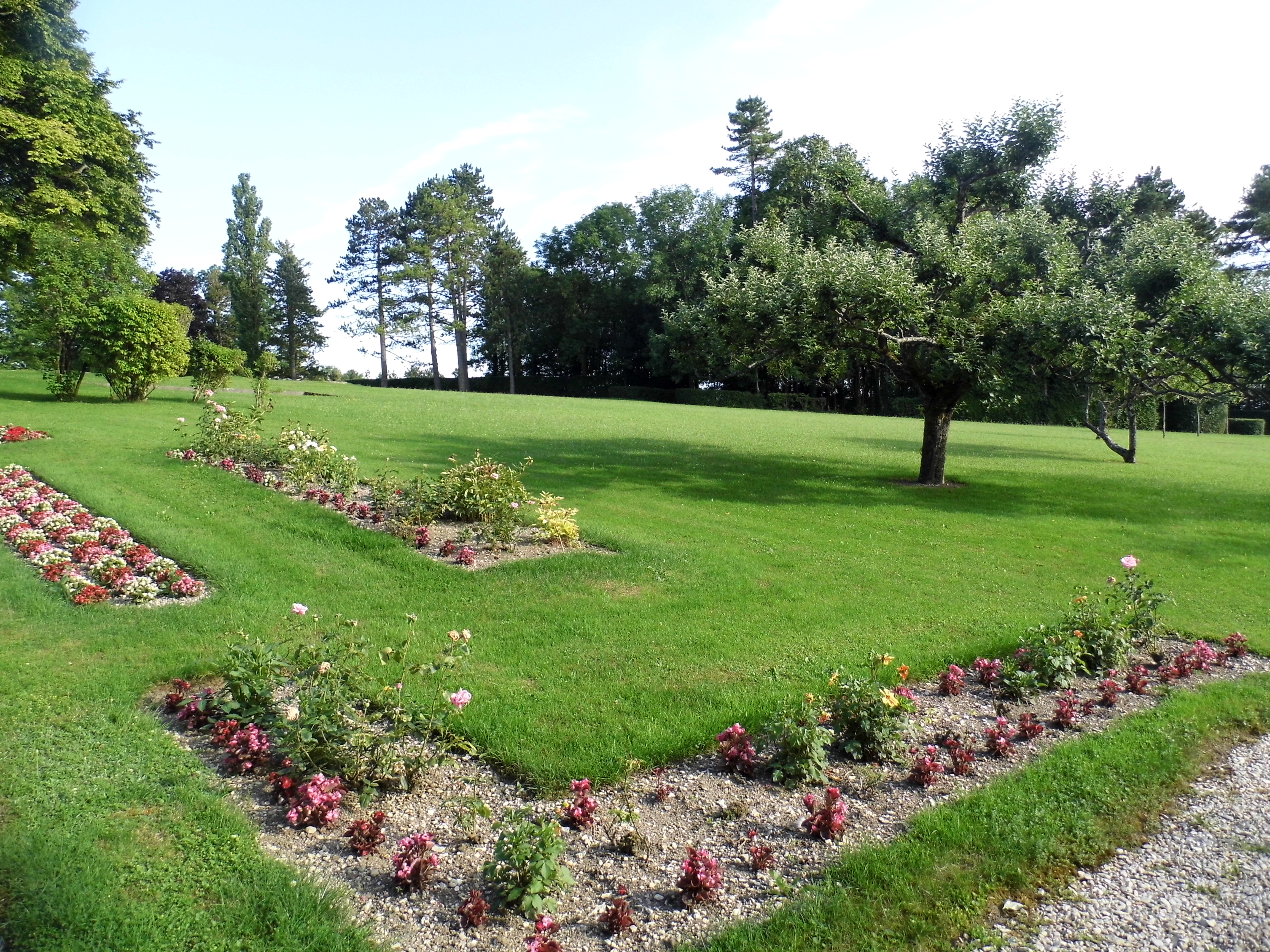
Park

La Boisserie – posiadłość gen. Charles’a de Gaulle’a w miejscowości Colombey-les-Deux-Églises, w departamencie Górna Marna, w regionie Grand Est, we Francji.
Obecnie La Boisserie jest własnością admirała Philippe’a de Gaulle’a i stanowi część ekspozycji muzealnej poświęconej jego ojcu – Charles’owi, francuskiemu mężowi stanu, premierowi rządu Wolnej Francji w czasie II wojny światowej i prezydentowi Francji w latach 1958–1969.
La Boisserie została wpisana do francuskiego rejestru zabytków w 2004 roku.
Na posiadłość składa się park o powierzchni ok. 2,5 ha oraz piętrowy budynek, który powstał około 1810 roku i pierwotnie był siedzibą miejscowego browaru. Słowo „La Brasserie” oznacza w języku francuskim „browar”. Już po zamknięciu browaru lokalna społeczność przekształciła nazwę posiadłości na La Boisserie.

## Opis budynku i wyposażenia
Do domu wchodzi się przez obszerny przedpokój, w którym obecnie prezentowane są pamiątki z podróży de Gaulle’a – m.in. afrykańskie maski, kły słoniowe i drewniane włócznie.
Jadalnię, o podłodze z czarno-białej mozaiki ułożonej w tzw. karo, gospodarze wyposażyli w meble w stylu normandzkim, piec wykonany z biało-niebieskich kafli z Delftu i gobeliny d’Aubusson. W tej części domu prezentowane są upominki, które otrzymał gospodarz z okazji rocznic i jubileuszy, m.in. 2 rzymskie amfory wydobyte przez płetwonurków francuskiej Marynarki Wojennej.
W salonie na ścianach wiszą portrety członków rodziny de Gaulle oraz XVII-wieczny obraz przedstawiający port w Antwerpii, dar od króla Belgów Baudouina. W salonie biało-czarna mozaika przykryta została dywanami pochodzącymi najprawdopodobniej z Persji. Sofy, fotel i krzesła otaczają ceglano-kamienny, otwarty kominek. Z prezentowanych w salonie pamiątek wyróżnia się rzeźbiona XV-wieczna Pietà – dar niemieckiego kanclerza Konrada Adenauera dla pani domu.
Konrad Adenauer był jedynym urzędującym szefem rządu, który zatrzymał się w La Boisserie. 14–15 września 1958 Charles de Gaulle negocjował z nim dalsze zacieśnienie współpracy francusko-niemieckiej, również w ramach Europejskiej Wspólnoty Gospodarczej.
W bibliotece, w której Charles de Gaulle zmarł, meble i inne wyposażenie pozostawiono tak, jak stały za życia właściciela. Na półkach nadal znajdują się ulubione książki de Gaulle’a, w tym Pamiętniki zza grobu Chateaubriand’a, Wspomnienia ze Świętej Heleny – pamiętniki cesarza Napoleona I, spisane i opracowane przez Emmanuela de Las Cases, a także komplet dzieł Juliusza Verne’a. Nad książkami można zobaczyć czarno-białe zdjęcia światowych przywódców z ich autografami, m.in. J.F. Kennedy’ego, królowej Elżbiety II, cesarza Hajle Sylassje, Winstona Churchilla, a także 14 lamp górniczych, które Charles de Gaulle otrzymywał każdorazowo, gdy jako prezydent odwiedzał region Nord-Pas-de-Calais na północnym wschodzie Francji, w którym się urodził.
W gabinecie de Gaulle’a, przylegającym do biblioteki, ale znajdującym się w sześciokątnej wieży, wyłożono książki napisane osobiście przez gospodarza, m.in. Pamiętniki wojenne w trzech tomach: Apel, Jedność, Ocalenie oraz wizerunek krzyża lotaryńskiego – symbolu ruchu Wolnej Francji, a także broń paradną, tablice pamiątkowe, proporczyki, wojskowe odznaki itp.
Z okien gabinetu roztacza się widok na krajobraz Szampanii, w stronę lasu i opactwa w Clairvaux założonego przez św. Bernarda oraz linii wzgórz Côte des Bar na horyzoncie. W parku tak jak za życia generała uprawia się róże i piwonie odmiany „Le Verger”.
Na piętrze, do którego prowadzi drewniana klatka schodowa znajdują się pokoje prywatne, nieudostępniane odwiedzającym muzeum – sypialnia z dwoma łóżkami w stylu Ludwika XVI, gabinetu Yvonne de Gaulle i pokoje dzieci: Philippe’a i Élisabeth.

## Dom i jego właściciele
Charles de Gaulle i jego żona Yvonne nabyli posiadłość w dniu 9 czerwca 1934 roku od wdowy po paryskim architekcie Alice Bombal za 45000 franków, co uważano wówczas za bardzo atrakcyjną cenę i dobrą lokatę kapitału. W momencie zawarcia transakcji dom nie był luksusową rezydencją (brak było np. podłączenia do sieci wodociągowej i telefonicznej).
Budynek został przebudowany w latach 1934–1939 z uwzględnieniem potrzeb Anne de Gaulle, najmłodszej córki małżeństwa de Gaulle, cierpiącej na zespół Downa (Trisomia 21). Dom wyposażono m.in. w centralne ogrzewanie i dobudowano wieżę po stronie wschodniej.
W roku 1944, podczas niemieckiej okupacji i pobytu właścicieli w Wielkiej Brytanii, dom został splądrowany i częściowo spalony.
Według biografii gen. de Gaulle’a wybór miejsca na rodzinną posiadłość nie był przypadkowy. De Gaulle uważał Szampanię za historyczne „serce Francji”, crème de la crème francuskiej tradycji, wiary i kultury. Został wychowany w podwójnej, pozornie sprzecznej tradycji – szacunku dla francuskiego republikanizmu i Kościoła Rzymskokatolickiego, szczególnie kultu głównych patronów Francji: św. Genowefy, św. Marcina z Tours (biskupa i byłego rzymskiego legionisty) i św. Joanny d’Arc (kobiety-rycerza), kanonizowanej w 1920 roku. Miejscem urodzenia św. Joanny d’Arc i centrum jej kultu jest miejscowość Domrémy-la-Pucelle, położona niewiele ponad 70 km od Colombey-les-Deux-Églises.
Bezpośrednią przyczyną częstych pobytów rodziny de Gaulle w La Boisserie pod koniec lat 30. XX wieku był awans pułkownika de Gaulle’a na dowódcę 507 Pułku Czołgów stacjonującego w Metz, w Lotaryngii.
Po zakończeniu II wojny światowej państwo de Gaulle przenieśli się do La Boisserie na stałe i mieszkali tam jeszcze po wyborze Charles’a de Gaulle’a na prezydenta V Republiki Francuskiej w dniu 21 grudnia 1958. Po rezygnacji z urzędu prezydenta w 1969 roku Charles de Gaulle mieszkał w La Boisserie do swojej śmierci 9 listopada 1970 r. Został pochowany na przykościelnym cmentarzu, w odległości 0,5 km od swojego domu.
Yvonne de Gaulle mieszkała w La Boisserie do roku 1978. Po jej śmierci w Paryżu w 8 listopada 1979 została pochowana obok męża i córki Anne.